# ヴィンツェンツ・リヒテンシュタイン
ヴィンツェンツ・リヒテンシュタイン（Vincenz Liechtenstein, 1950年7月30日 - 2008年1月14日）は、オーストリアの政治家。オーストリア国民党所属。

## 経歴
リヒテンシュタイン侯フランツ・ヨーゼフ2世の従弟にあたるハインリヒ・リヒテンシュタイン（1916年 - 1991年）と、最後のオーストリア皇帝カール1世の末娘エリーザベトの間の長男としてグラーツで生まれた。全名はヴィンツェンツ・カール・アルフレート・マリア・ミヒャエル（Vincenz Karl Alfred Maria Michael）である。1969年にグラーツの公立実科中等教育学校を卒業し、グラーツ大学で法学を専攻、1975年に同大学の法学博士号を取得した。その後は林業会社の経営に携わった。
1974年、伯父のオットー・フォン・ハプスブルクが会長を務める国際汎ヨーロッパ連合の下部組織・青年ヨーロッパ学生運動（JES）の共同創設者となる。またカトリック家族連盟（Katholischer Familienverband）やズデーテン・ドイツ人祖国協会などの政治団体の幹部に名を連ねた。1998年、オーストリア共和国有功大栄誉章（銀章星付）を政府より授与される。
連邦議会議員（任期：1988年 - 1996年、1997年 - 2004年）、国民議会議員（任期：2004年 - 2006年）と、上下院の国会議員を20年近くにわたり務めた。2005年、議会の会計検査委員会の会議に泥酔した状態で出席し、緑の党所属の幹部議員ペーター・ピルツの提議により会議が中止となったため、スキャンダルとして一斉に報道された。国会議員の職を離れた2年後の2008年、居城のヴァルトシュタイン城で突然死した。

## 子女
1981年にフランス人貴族の娘エレーヌ・ド・コッセ＝ブリサック（Hélène de Cossé-Brissac）と結婚し、1991年に離婚するまでに以下の2人の娘をもうけた。1999年にイタリア人のロベルタ・マネラ（Roberta Manera）と再婚した。
- アーデルハイト・マリー・ベアトリーツェ・ツィタ（1981年 - ） - 2009年、ドミニク・クーデンホーフ＝カレルギー伯爵と結婚
- ヘートヴィヒ・マリア・ベアトリーツェ・ヘルミーネ（1982年 - ） - 2008年、オリヴィエ・ド・ケルン伯爵（Comte Olivier de Quélen）と結婚